# Konrad Stępień
Konrad Stępień (ur. 7 marca 1993 w Tarnobrzegu) – polski piłkarz grający na pozycji defensywnego pomocnika lub obrońcy w klubie Puszcza Niepołomice.

## Kariera juniorska
Stępień grał jako junior w Siarce Tarnobrzeg i Stali Mielec (2006–2009).

## Kariera seniorska

### Stal Mielec II
Stępień występował w rezerwach Stali Mielec w rundzie wiosennej sezonu 2009/2010.

### Stal Mielec
Stępień zadebiutował w pierwszej drużynie Stali Mielec 3 października 2010 w meczu z Partyzantem Targowiska (przeg. 2:0). Pierwszą bramkę zdobył 20 kwietnia 2011 w przegranym 3:1 spotkaniu przeciwko Polonii Przemyśl. Łącznie dla Stali Mielec Stępień rozegrał 20 meczów, strzelając jednego gola.

### Siarka Tarnobrzeg
Stępień przeszedł do Siarki Tarnobrzeg 10 lipca 2012. Debiut dla nich zaliczył 4 sierpnia 2012 w zremisowanym 0:0 spotkaniu przeciwko Wigrom Suwałki. Pierwszego gola strzelił 13 października 2012 w meczu z Puszczą Niepołomice (przeg. 4:2). Ostatecznie w barwach tego klubu wystąpił 148 razy zdobywając 12 bramek.

### Puszcza Niepołomice
Stępień przeniósł się do Puszczy Niepołomice 8 stycznia 2018. Zadebiutował u nich 10 marca 2018 w meczu z Odrą Opole (0:0). Pierwszą bramkę zdobył 15 kwietnia 2018 w wygranym 2:0 spotkaniu przeciwko Bytovii Bytów.

## Kariera reprezentacyjna

### Polska U-20
Stępień dwukrotnie wystąpił w barwach reprezentacji Polski U-20. Były to mecze rozegrane 15 listopada 2013 i 5 marca 2014 kolejno przeciwko Szwajcarii (wyg. 4:0) i Włochom (wyg. 0:1).

## Statystyki

### Klubowe
(aktualne na dzień 16 lutego 2025)
| Klub                | Sezon              | Liga               | Liga  | Liga   | Puchar kraju | Puchar kraju | Suma  | Suma   |
| Klub                | Sezon              | Liga               | Mecze | Bramki | Mecze        | Bramki       | Mecze | Bramki |
| ------------------- | ------------------ | ------------------ | ----- | ------ | ------------ | ------------ | ----- | ------ |
| Stal Mielec         | 2010/11            | III liga           | 10    | 1      | 0            | 0            | 10    | 1      |
| Stal Mielec         | 2011/12            | III liga           | 10    | 0      | 0            | 0            | 10    | 0      |
| Stal Mielec         | Ogólnie            | Ogólnie            | 20    | 1      | 0            | 0            | 20    | 1      |
| Siarka Tarnobrzeg   | 2012/13            | II liga            | 29    | 3      | 0            | 0            | 29    | 3      |
| Siarka Tarnobrzeg   | 2013/14            | II liga            | 29    | 2      | 3            | 1            | 32    | 3      |
| Siarka Tarnobrzeg   | 2014/15            | II liga            | 30    | 0      | 3            | 1            | 31    | 4      |
| Siarka Tarnobrzeg   | 2015/16            | II liga            | 20    | 2      | 2            | 0            | 29    | 3      |
| Siarka Tarnobrzeg   | 2016/17            | II liga            | 16    | 2      | 0            | 0            | 16    | 2      |
| Siarka Tarnobrzeg   | 2017/18            | II liga            | 13    | 1      | 3            | 0            | 16    | 1      |
| Siarka Tarnobrzeg   | Ogólnie            | Ogólnie            | 137   | 10     | 11           | 2            | 148   | 12     |
| Puszcza Niepołomice | 2017/18            | I liga             | 10    | 1      | 0            | 0            | 10    | 1      |
| Puszcza Niepołomice | 2018/19            | I liga             | 23    | 1      | 3            | 0            | 26    | 1      |
| Puszcza Niepołomice | 2019/20            | I liga             | 27    | 0      | 1            | 0            | 28    | 0      |
| Puszcza Niepołomice | 2020/21            | I liga             | 22    | 1      | 4            | 0            | 26    | 1      |
| Puszcza Niepołomice | 2021/22            | I liga             | 25    | 1      | 1            | 0            | 26    | 1      |
| Puszcza Niepołomice | 2022/23            | I liga             | 9     | 1      | 0            | 0            | 9     | 1      |
| Puszcza Niepołomice | 2023/24            | Ekstraklasa        | 27    | 0      | 1            | 0            | 28    | 0      |
| Puszcza Niepołomice | 2024/25            | Ekstraklasa        | 17    | 2      | 1            | 0            | 18    | 2      |
| Puszcza Niepołomice | Ogólnie            | Ogólnie            | 160   | 7      | 11           | 0            | 171   | 7      |
| Ogólnie w karierze  | Ogólnie w karierze | Ogólnie w karierze | 317   | 18     | 22           | 2            | 339   | 20     |

### Reprezentacyjne
(aktualne na dzień 16 lutego 2025)
| Reprezentacja      | Rok                | Mecze | Bramki |
| ------------------ | ------------------ | ----- | ------ |
| Polska U-20        | 2013               | 1     | 0      |
| Polska U-20        | 2014               | 1     | 0      |
| Ogólnie            | Ogólnie            | 2     | 0      |
| Ogólnie w karierze | Ogólnie w karierze | 2     | 0      |

| Mecze i gole w reprezentacji | Mecze i gole w reprezentacji | Mecze i gole w reprezentacji | Mecze i gole w reprezentacji | Mecze i gole w reprezentacji | Mecze i gole w reprezentacji | Mecze i gole w reprezentacji | Mecze i gole w reprezentacji       |
| Polska U-20                  | Polska U-20                  | Polska U-20                  | Polska U-20                  | Polska U-20                  | Polska U-20                  | Polska U-20                  | Polska U-20                        |
| Lp.                          | Data                         | Miejsce                      | Gospodarz                    | Gość                         | Wynik                        | Gol                          | Rozgrywki                          |
| ---------------------------- | ---------------------------- | ---------------------------- | ---------------------------- | ---------------------------- | ---------------------------- | ---------------------------- | ---------------------------------- |
| 1.                           | 15.11.2013                   | Płock                        | Polska U-20                  | Szwajcaria U-20              | 4:0                          |                              | Turniej Czterech Narodów 2013/2014 |
| 2.                           | 05.03.2014                   | Ascoli Piceno                | Włochy U-20                  | Polska U-20                  | 0:1                          |                              | Turniej Czterech Narodów 2013/2014 |